# فيا دي أراندا
فيا دي أراندا (بالإسبانية: Villa de Aranda)‏ هو نادي كرة يد في إسبانيا تأسس في سنة 2000 يقع مقره في أراندا دي دويرو، منطقة قشتالة وليون، إسبانيا. يلعب في الدوري الإسباني لكرة اليد.

## وصلات خارجية
- الموقع الرسمي